# 33
| Calendário gregoriano                                                        | 33 XXXIII       |
| Ab urbe condita                                                              | 786             |
| Calendário arménio                                                           | -519 – -518     |
| Calendário bahá'í                                                            | -1811 – -1810   |
| Calendário budista                                                           | 577             |
| Calendário chinês                                                            | 2729 – 2730     |
| Calendário copta                                                             | -251 – -250     |
| Calendário etíope                                                            | 25 – 26         |
| Calendários hindus - Vikram Samvat - Calendário nacional indiano - Cáli Iuga | 88 – 89 N/A     |
| Calendário Holoceno                                                          | 10033           |
| Calendário islâmico                                                          | 607 BH – 606 BH |
| Calendário judaico                                                           | 3793 – 3794     |
| Calendário persa                                                             | 589 BP – 588 BP |
| Calendário rúnico                                                            | 283             |
| Calendário solar tailandês                                                   | 576             |

| Ano completo                        |
| ----------------------------------- |
| Ano comum com início à quinta-feira |

33 (XXXIII, na numeração romana) foi um ano comum do século I, do Calendário Juliano, da Era de Cristo, teve início a uma quinta-feira e terminou também a uma quinta-feira, e a sua letra dominical foi D.

## Eventos
- 203a olimpíada: Apolônio de Epidauro, vencedor do estádio.[1]

### Império Romano
- Galba torna-se cônsul romano.
- O Imperador Tibério funda um banco de crédito em Roma.
- A crise financeira atinge Roma devido às políticas fiscais ruins. O valor das terras cai e o crédito aumenta. Esse conjunto de fatores leva à falta de dinheiro, desconfiança e muita especulação financeira. Os principais atingidos são os ricos.

### Religião
Segundo a cronologia de Ussher

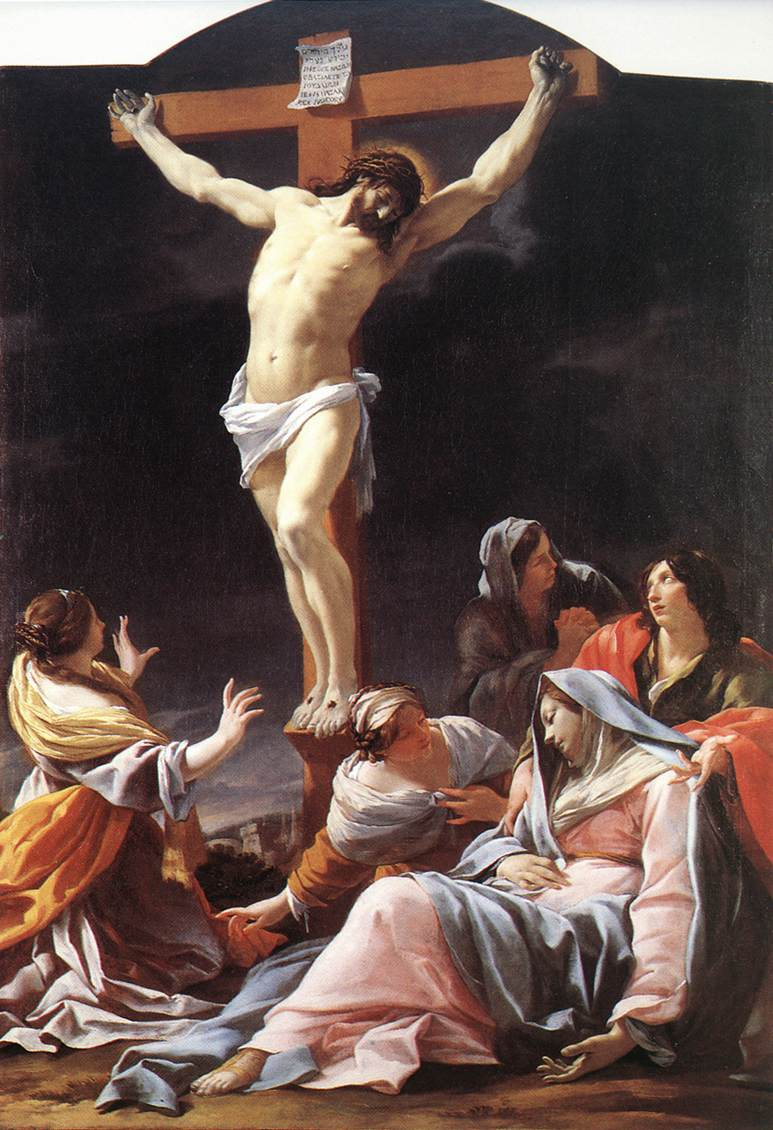
Crucifixão de Cristo, por Simon Vouet.

- 29 de Março - Jesus Cristo chega à cidade de Jerusalém (Domingo de Ramos).
- 2 de Abril - Última Ceia de Jesus Cristo com seus apóstolos. Depois ele segue para o Monte das Oliveiras e é preso pelas autoridades judaicas.
- 3 de Abril - Pôncio Pilatos condena Jesus à morte por crucificação. Jesus estava preso desde o início da madrugada no Pretório romano, após ter sido julgado pelos sacerdotes fariseus do Templo. Jesus morre por volta das 15h por asfixia, na cruz, no Calvário, ou Lugar da Caveira. Fundação da Igreja Católica Apostólica Romana por Jesus Cristo
- 5 de Abril - Ressurreição de Jesus Cristo.
- 24 de Maio - Derramamento do Espírito Santo sobre os primeiros cristãos na Festividade de Pentecostes.

## Mortes
- Sexta-Feira Santa - Jesus Cristo, data mais provável da sua morte (crucificação).[3] Outra data indicada por certos acadêmicos é 30 d.C.[4]
- 18 de Outubro — Agripina, esposa de Germânico (suicídio por inanição).
- Druso César filho de Germanico